# Parastrangalis munda
Parastrangalis munda är en skalbaggsart som beskrevs av Holzschuh 1992. Parastrangalis munda ingår i släktet Parastrangalis och familjen långhorningar. Inga underarter finns listade i Catalogue of Life.